# Omaruru (Fernsehserie)
Omaruru ist eine westdeutsche Fernsehserie von 1976/77, die vom WWF in Kooperation mit der südafrikanischen Gesellschaft Karat-Film in der Republik Südafrika produziert wurde und im Zeitraum von 1893 bis ca. 1905 in der Kolonie Deutsch-Südwestafrika spielt. Einer der dramaturgischen Höhepunkte der Serie ist der Aufstand der Herero und Nama 1904. 1992 wurde die Serie auf WDR III wiederholt. Der Serientitel leitet sich von der gleichnamigen Gemeinde ab, die 1872 als Missionsstation von der Rheinischen Mission gegründet wurde.

## Handlung
Westfalen 1893. Der junge Bauernsohn Karl Pollgries aus Fredeburg wandert in die Kolonie Deutsch-Südwestafrika aus, um dort Farmer zu werden. Dort lernt Karl den windigen Kaufmann Röder kennen, der ihm anbietet, mit ihm zusammen eine Farm zu erwerben, sich es dann aber wieder anders überlegt. So tritt der ehemalige Seemann Hans Moll für ihn ein und wird Karls Kompagnon. Zwar versteht Hans nichts von Viehzucht und hat auch Angst vor Pferden, ist jedoch als ehemaliger Seemann handwerklich sehr geschickt. Nach einiger Zeit erwerben sie von Karls Kapital nicht nur eine Farm, sondern auch einen Wagen, Zugochsen und landwirtschaftliche Geräte. Sie heuern einige Herero als Ochsentreiber und zukünftige Farmarbeiter an. Hosea, der cleverste und erfahrenste unter ihnen wird Karls Vorarbeiter und zum Vermittler zwischen den Hereroarbeitern und den beiden Deutschen, die keine Fremdsprache beherrschen. 
Nach und nach überwinden Karl und Hans die ersten Schwierigkeiten wie Hausbau und Viehzucht, bis sie erkennen, dass eine Frau im Haus fehlt. Hans reist deshalb nach Swakopmund, wo er auf Maria aus Deutschland trifft, die mit ihrer unehelichen Tochter in Afrika ein neues Leben anfangen will. Beide heiraten nach einiger Zeit und haben schon bald einen gemeinsamen Sohn, den Maria nach seinem Vater benennt. Anfangs hatte sie sich in dem fremden Land schwer getan, akzeptiert dann aber ihr Schicksal.
Hosea hat Probleme die Sitten und Gebräuche der Deutschen zu verstehen, die ihm oftmals völlig unsinnig erscheinen. Auch versteht er nicht, wieso Schnaps an Weiße verkauft werden darf, jedoch nicht an die Herero und andere Schwarzafrikaner. Als ein sehr wohlhabender Bruder Hoseas stirbt, kommt es zum Konflikt zwischen ihm und dem Pastor der Missionsstation Omaruru. Hosea ist getaufter Christ und verheiratet. Um das Erbe annehmen zu können, sehen die Gesetze der Herero, die keine Einehe kennen, vor, dass die Witwe des Vererbenden von dem Erben geheiratet werden muss. Hosea nimmt das Erbe an, und seine ehemalige Schwägerin zieht als seine zweite Ehefrau mit auf die Farm. Als sich die beiden Ehefrauen ständig streiten, kauft sich Hosea noch eine dritte, die zum Ausgleich recht schweigsam ist.        
Nach fast zehn Jahren wirft die Farm, die Karl nach seinem Heimatort „Fredeburg“  benannt hat, Gewinn ab und Karl stellt Maria eine Reise nach Deutschland in Aussicht. Hosea gibt ihr heimlich zu verstehen, dass sie Deutschlandreise mit den Kindern schon bald antreten solle, da in Afrika Unruhen drohen. Die Afrikaner sind mit der Herrschaft der Weißen nicht immer einverstanden und es könnten „schlimme Zeiten“ kommen. Schon bald bricht im Süden der Kolonie ein Aufstand der Bondelswarts aus. Durch Hosea erfährt Karl, dass der ehemalige deutsche Fähnrich Wolfram mit seiner Frau auf Fredeburg ist und mit ihr und ihrem Kind bei den Herero leben. Er lehnt die Kolonialherrschaft radikal ab und fordert ein gleichberechtigtes Zusammenleben mit den Eingeborenen, weshalb er seinen Dienst quittiert hat. Auf einer Ratsversammlung der Herero erfährt Wolfram, dass tatsächlich ein Aufstand geplant ist. Obwohl er sein Wissen nicht weitergibt, wird er von den Herero umgebracht, damit der Aufstandsplan nicht verraten werden kann. Als Karl das Hererodorf aufsucht, um Wolfram zu besuchen, sind die Einwohner verschwunden. Karl findet nur noch die Leiche Wolframs vor. Ihm wird endgültig klar, dass schwere Zeiten auf Fredeburg und die Kolonie zukommen. Als der Hereroaufstand ausbricht, wird auch Hans Moll von den Herero erschossen. Karl, dem das Verhältnis zwischen Weißen und Schwarzafrikanern und die Ungerechtigkeit gegenüber den Ureinwohner nie gleichgültig war und der sich deshalb stets für die Afrikaner eingesetzt hatte, wird deshalb von den Herero verschont.